# Inoli

Molecola di etinolo.

Gli inoli sono composti organici che presentano nella propria struttura un triplo legame carbonio-carbonio (-C≡C-) dove uno dei due atomi è direttamente legato ad un gruppo ossidrilico (-OH). L'inolo strutturalmente più semplice è l'etinolo con formula condensata CH≡C-OH. I dioli corrispondenti prendono il nome di indioli dove entrambi gli atomi di carbonio impegnati nel triplo legame sono sostituiti con un gruppo -OH; l'etindiolo è l'unica molecola con tali caratteristiche e quindi l'unico indiolo esistente.

## Nomenclatura

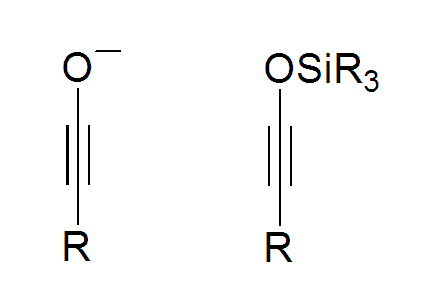
A destra: generica struttura dell'anione inolato, la sua formazione è fondamentale per il fenomeno della tautomeria.
A sinistra: generico sale a base di inolato e silicio.

Come accade per la nomenclatura degli enoli il termine inolo è composto da due suffissi:  _ino (alchino) che sta ad indicare la presenza del triplo legame carbonio-carbonio ed _olo (alcol) in riferimento al gruppo ossidrilico.

## Tautomeria chetene-inolica
In ambiente acquoso gli inoli danno il fenomeno della tautomeria, ciò significa che la molecola può esistere in due forme diverse, nello specifico gli inoli si convertono parzialmente nei propri cheteni corrispondenti e viceversa come nel caso della tautomeria tra l'etenone e l'etinolo:
CH≡C-OH ⇄ CH2=C=O
Tendenzialmente la forma inolica è la meno stabile e l'equilibrio tende verso il chetene.